# Instituto Nacional de Estatística da Suécia
O Instituto Nacional de Estatística da Suécia – em sueco Statistiska centralbyrån ou SCB — é uma agência governamental sueca, responsável por produzir e divulgar informação estatística oficial.
O SCB pertence ao Ministério das Finanças, e tem dois departamentos, um em Estocolmo e outro em Örebro.
O atual instituto foi fundado em 1858, substituindo a Tabelkommissionen, herdeira da Tabellverket, iniciada em 1749.